# Пико-
Пико- (русское обозначение: п; международное: p) — одна из приставок, используемых в Международной системе единиц (СИ) для образования наименований и обозначений десятичных дольных единиц. Единица, наименование которой образовано путём присоединения приставки пико к наименованию исходной единицы, получается в результате умножения исходной единицы на число 10−12, таким образом, вновь образованная единица равна одной триллионной части исходной единицы.
В качестве приставки системы СИ принята XI  Генеральной конференцией по мерам и весам в 1960 году одновременно с принятием системы СИ в целом. Впервые была принята в 1870 году, но до 1967 года её называли «микромикро» (русское обозначение: мкмк; международное: µµ).
Происходит от итальянского piccolo, означающего маленький. Пример использования — пикофарад (пФ).